# Zamek Chenonceau

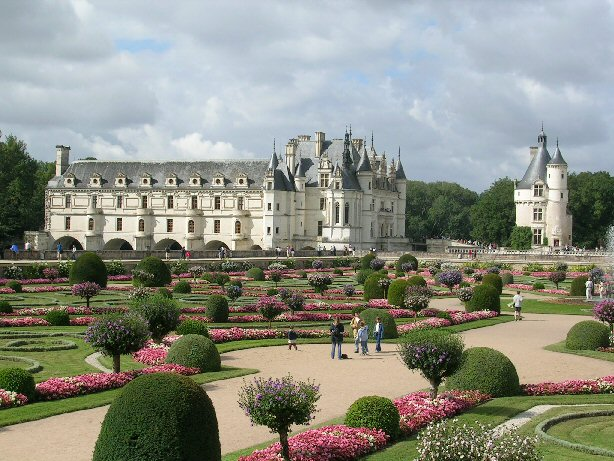
Widok na zamek od strony ogrodu Diany de Poitiers

Zamek Chenonceau (fr. Château de Chenonceau) – jest jednym z tzw. zamków nad Loarą, usytuowanym w miejscowości Chenonceaux we Francji. Bywa często nazywany także „Zamkiem Dam” (Château des Dames) ze względu na sześć kobiet, które jako jego właścicielki stopniowo go rozbudowywały. Były to: Katherine Briçonnet, Diana de Poitiers, królowe Katarzyna Medycejska i Ludwika Lotaryńska oraz Louise Dupin i Marguerite Pelouze.
W powieści Pan Samochodzik i Fantomas zamek jest głównym miejscem akcji, pod nazwą Zamek Sześciu Dam, jednak teraźniejszość zamku jest elementem fikcji literackiej i tylko dawna historia oraz układ przestrzenny się zgadzają.

## Historia

### Początki
Zamek znajduje się nad rzeką Cher w samym sercu Turenii. Jego początki sięgają XIII w., gdy znajdowała się tu forteca i warowny młyn, należące do rodu Marques. Z tej pierwotnej budowli zachowała się okrągła wieża (tzw. Wieża Marques, Tour des Marques). 

### Katherine Briçonnet
W 1513 od zadłużonego Pierre'a Marques posiadłość zakupił wysoki urzędnik na dworze królewskim, Thomas Bohier, który wraz z małżonką Katherine Briçonnet rozpoczął przebudowę. Podczas nieobecności męża, przebywającego we Włoszech u boku Franciszka I, budowę nadzorowała Katherine. 
Starą fortecę zburzono, a na miejscu młyna na dwóch potężnych słupach wbitych w dno rzeki wzniesiono prostokątną budowlę z białego wapienia, oflankowaną w narożnikach czterema wieżami. Prace wykończeniowe trwały do 1521.

### Diana de Poitiers
W 1535 posiadłość została przejęta przez króla Franciszka I, który przeznaczył ją na zamek myśliwski. Syn Franciszka, Henryk II, zaraz po wstąpieniu na tron w 1547 ofiarował Chenonceau jako darowiznę swojej faworycie Dianie de Poitiers. 
Diana niezwykle dbała o zamek i świetnie nim zarządzała. W 1551 na przylegającym do rezydencji terenie założyła wspaniały ogród z fontanną i parkowym labiryntem. Ogromne koszty budowy ogrodu pokryła ze środków otrzymanych od króla. Diana doprowadziła również do wzniesienia mostu, łączącego obydwa brzegi rzeki Cher.

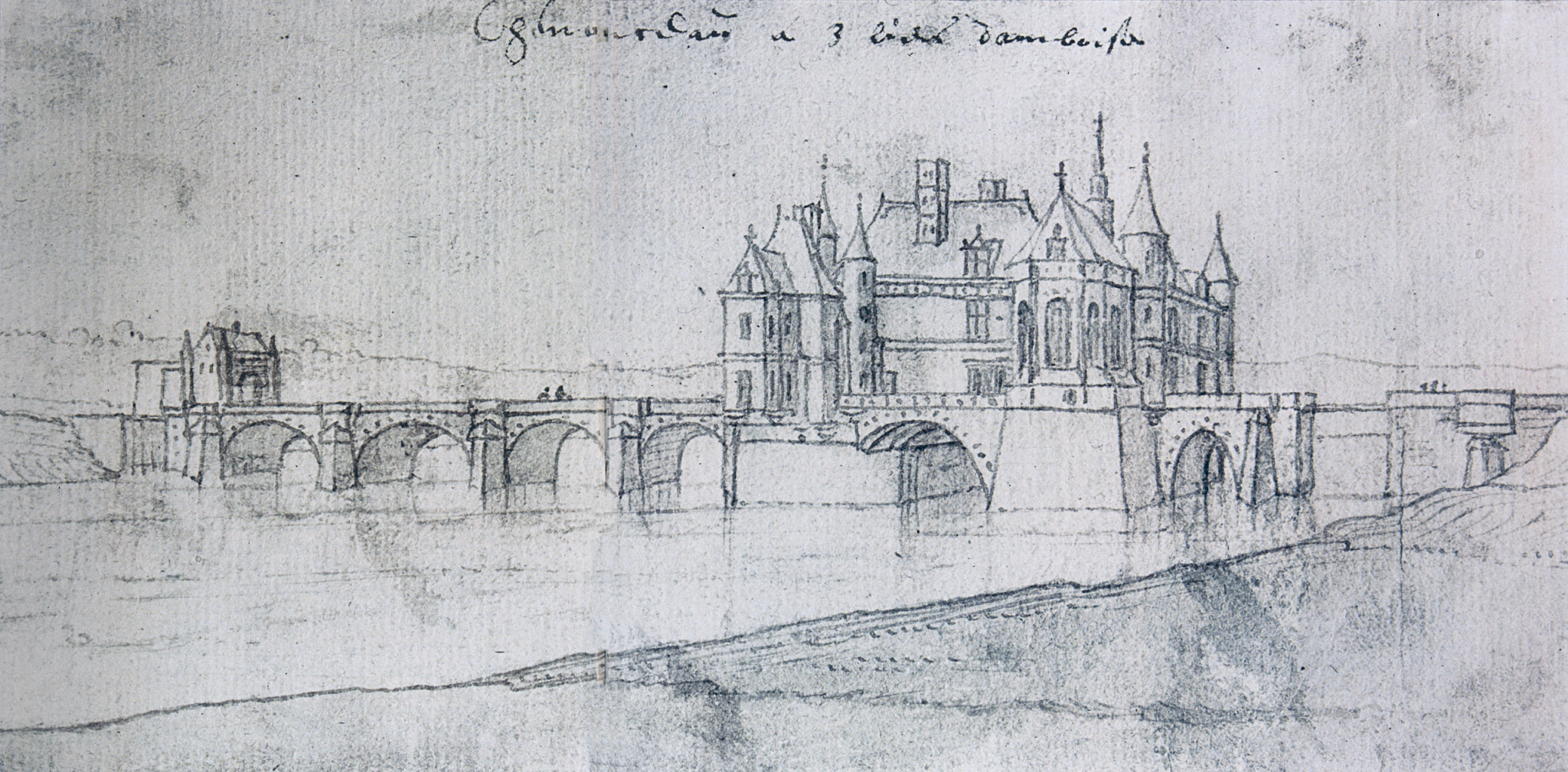
Współczesny rysunek tuszem przedstawia zamek po wybudowaniu mostu, ale przed wybudowaniem galerii

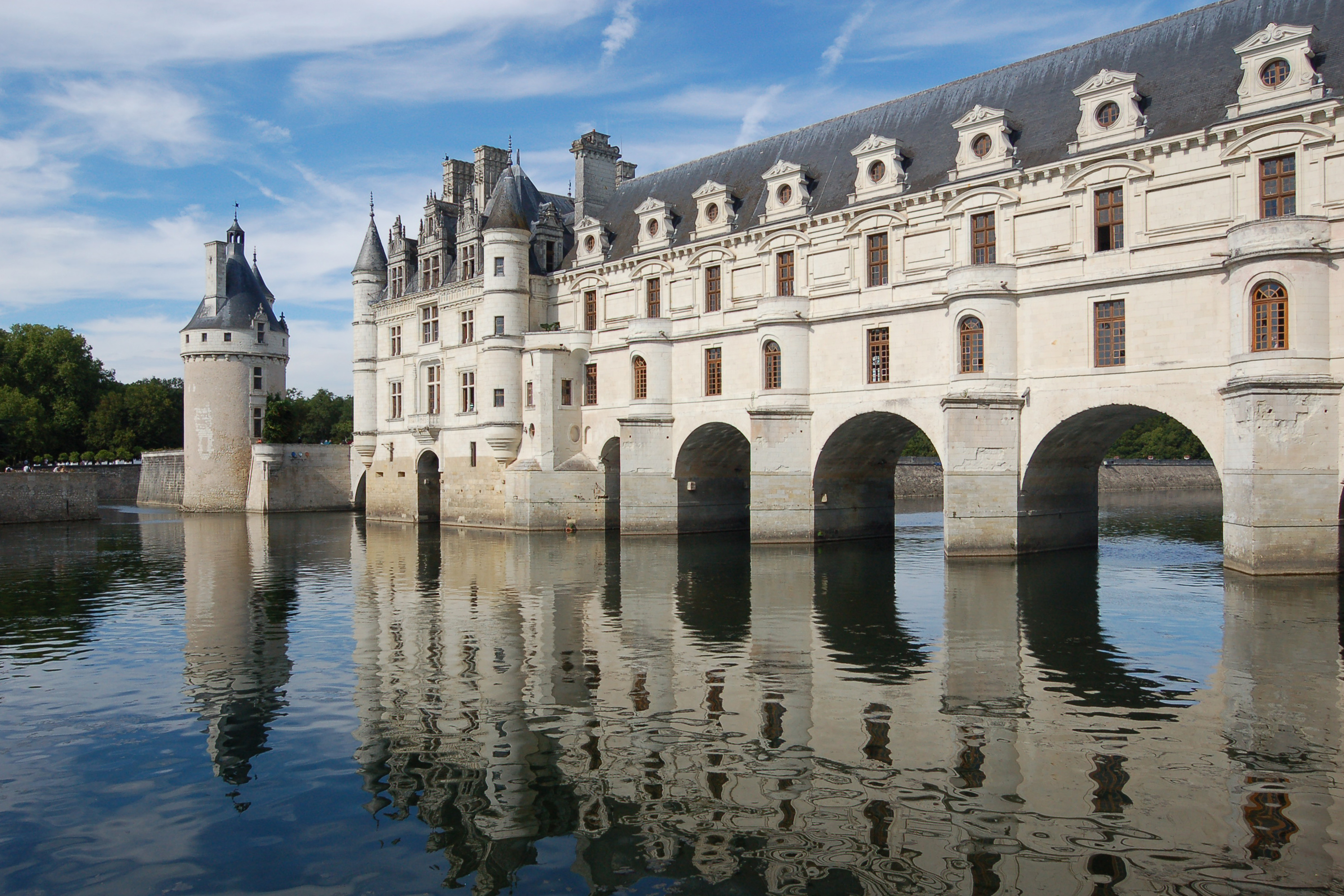
Widok na zamek od strony rzeki

### Katarzyna Medycejska
Po śmierci Henryka II w 1559 zamek przeszedł w ręce wdowy po nim, królowej Katarzyny Medycejskiej, która wzięła odwet na wieloletniej kochance swego męża i odebrała jej ukochaną posiadłość, oddając w zamian majątek Chaumont.
Chenonceau stało się odtąd rezydencją wypoczynkową Katarzyny, która organizowała tu liczne bale i huczne zabawy. Za jej życia na zamku gościło aż pięć królowych (stąd nazwa jednej z komnat). Były to dwie córki Katarzyny: Małgorzata de Valois i Elżbieta de Valois oraz trzy synowe: Maria Stuart, Ludwika Lotaryńska i Elżbieta Habsburg. 
Katarzyna zadbała także o dalsze upiększanie ogrodu, chcąc przyćmić dokonania swej poprzedniczki, a na moście poleciła wznieść dwupiętrową galerię w stylu włoskim (ukończoną w 1570).

### Ludwika Lotaryńska
Kolejną z sześciu właścicielek, której zamek Katarzyna Medycejska zostawiła w testamencie, była Ludwika Lotaryńska, żona Henryka III. Ludwika osiadła w Chenonceau w 1589, zaraz po śmierci męża i teściowej, ale - w przeciwieństwie do niej - żyła tu jak w klasztorze. Pobożna wdowa spędzała na zamku czas głównie na czytaniu i modlitwie.
W 1601 Ludwika podarowała Chenonceau jako prezent ślubny swej siostrzenicy Franciszce, żonie Cezara de Vendôme (syna króla Henryka IV Burbona). Burbonowie przez następny wiek zaniedbali zamek, gdyż byli zajęci budową i upiększaniem Wersalu. Wizyta Ludwika XIV w 1650 była ostatnią wizytą króla Francji na Zamku Dam.

### Louise Dupin
Chenonceau ponownie rozkwitło po 1733. Wtedy to zamek przeszedł w ręce Claude'a Dupina, dzierżawcy dochodów publicznych, którego druga żona, niezwykle piękna i bogata Louise Dupin tchnęła w to miejsce nowe życie. 
Louise Dupin przyjmowała na zamku największych luminarzy ówczesnej epoki, m.in. Woltera, Monteskiusza i Jana Jakuba Rousseau. To właśnie jej przypisuje się usunięcie z nazwy zamku litery "x" na końcu (była to oznaka królewskich włości). Wcześniej nazwa zamku, brzmiała tak jak i wioski - Chenonceaux.
Zamek nie został zniszczony podczas rewolucji francuskiej, ponieważ był jedynym mostem na Cher w okolicy, a Madame Dupin cieszyła się powszechnym poważaniem. Gdy zmarła w wieku 93 lat, pochowano ją w parku na południowym brzegu Cher.

### Marguerite Pelouze
Posiadłość pozostała w rękach rodziny Dupin do roku 1863, kiedy to odkupiła ją Marguerite Pelouze, która starała się, by rezydencja rozkwitła dawnym blaskiem. 
Przywróciła ona, za sprawą architekta Felixa Rogueta, wygląd fasady z czasów Katherine Briçonnet. Zlikwidowała wiele zmian wprowadzonych przez Katarzynę Medycejską. Prace ukończono w 1878 i w Chenonceau ponownie zaczęto organizować bale. Na jednym z nich pojawił się kochanek Marguerite, ówczesny prezydent Francji Jules Grévy. Zadłużona Marguerite musiała jednak oddać posiadłość bankowi w 1888.

### XX wiek
W 1913 zamek zakupił właściciel fabryki czekolady Henri Menier. Rezydencja pozostaje do dziś własnością jego potomków, którzy udostępniają ją zwiedzającym.
Podczas I wojny światowej w Chenonceau urządzono szpital polowy, w którym leczono 2150 żołnierzy. W czasie II wojny światowej posiadłość znajdowała się na granicy strefy okupowanej przez Niemców i strefy wolnej (tzw. reżim Vichy). Wykorzystywano ją jako drogę ucieczki. W 1944 bomba zniszczyła witraże, znajdujące się w zamkowej kaplicy. Zostały wstawione na nowo przez Maxa Ingranda.
Obecnie zamek Chenonceau jest, zaraz po Wersalu, najliczniej odwiedzanym przez turystów zamkiem francuskim (około miliona zwiedzających w skali roku).

## Galeria

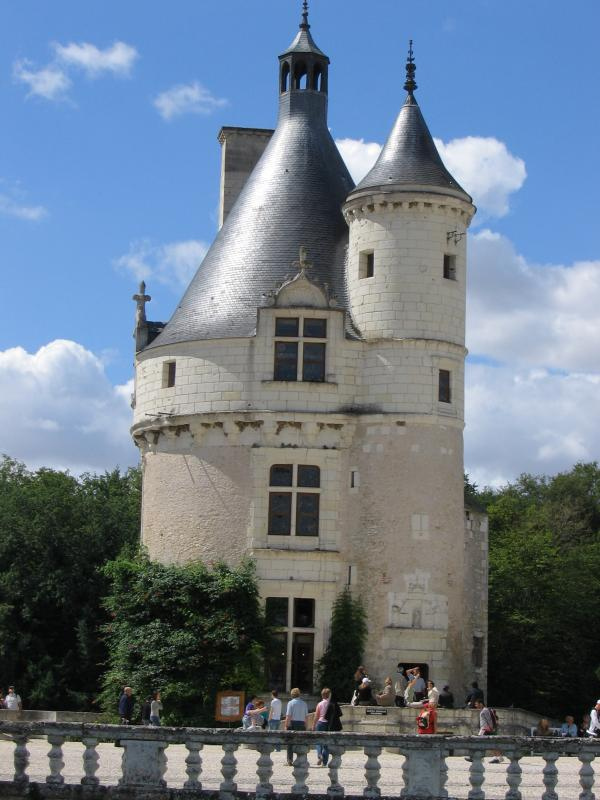
Wieża Marques
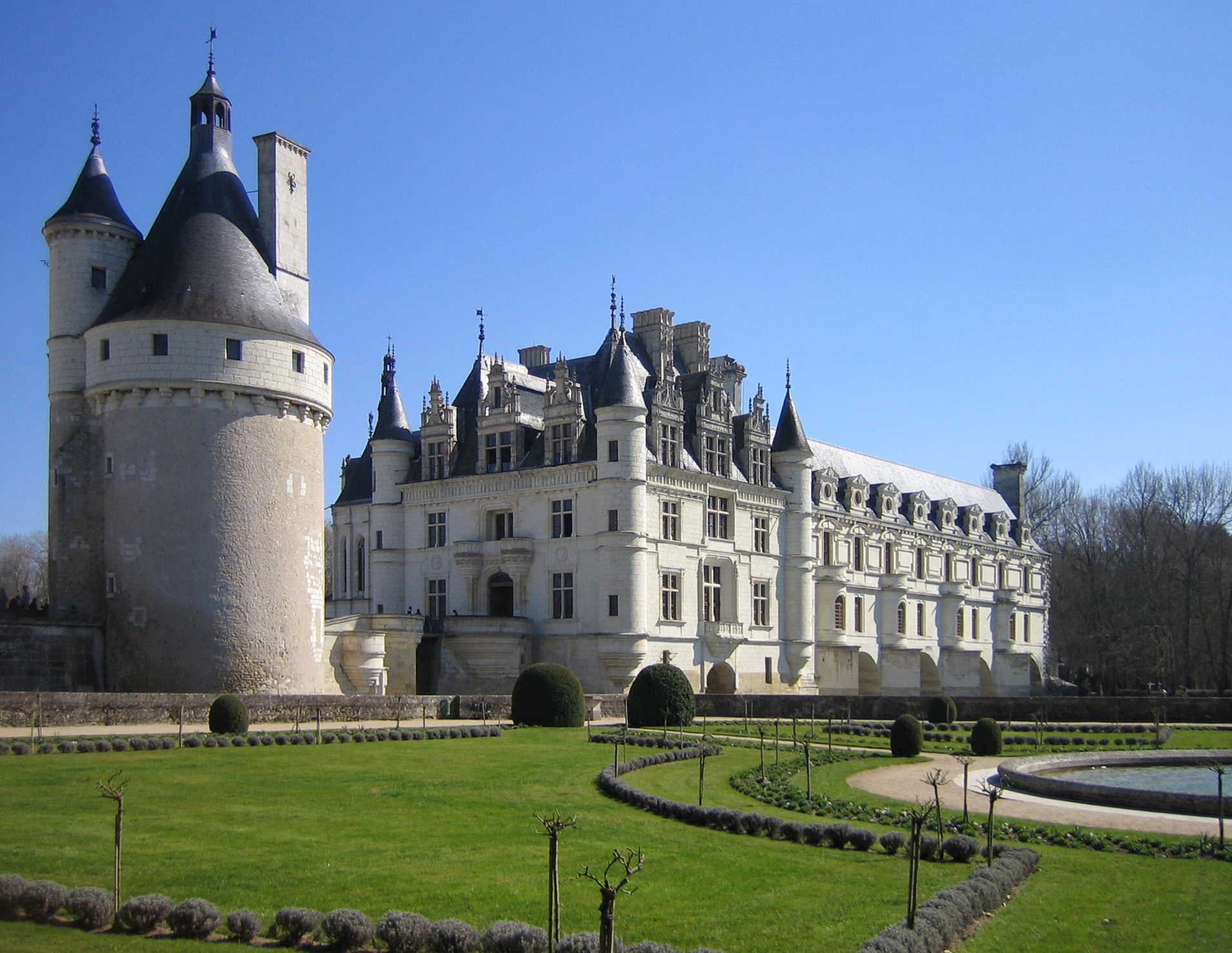
Widok na zamek z wieżą
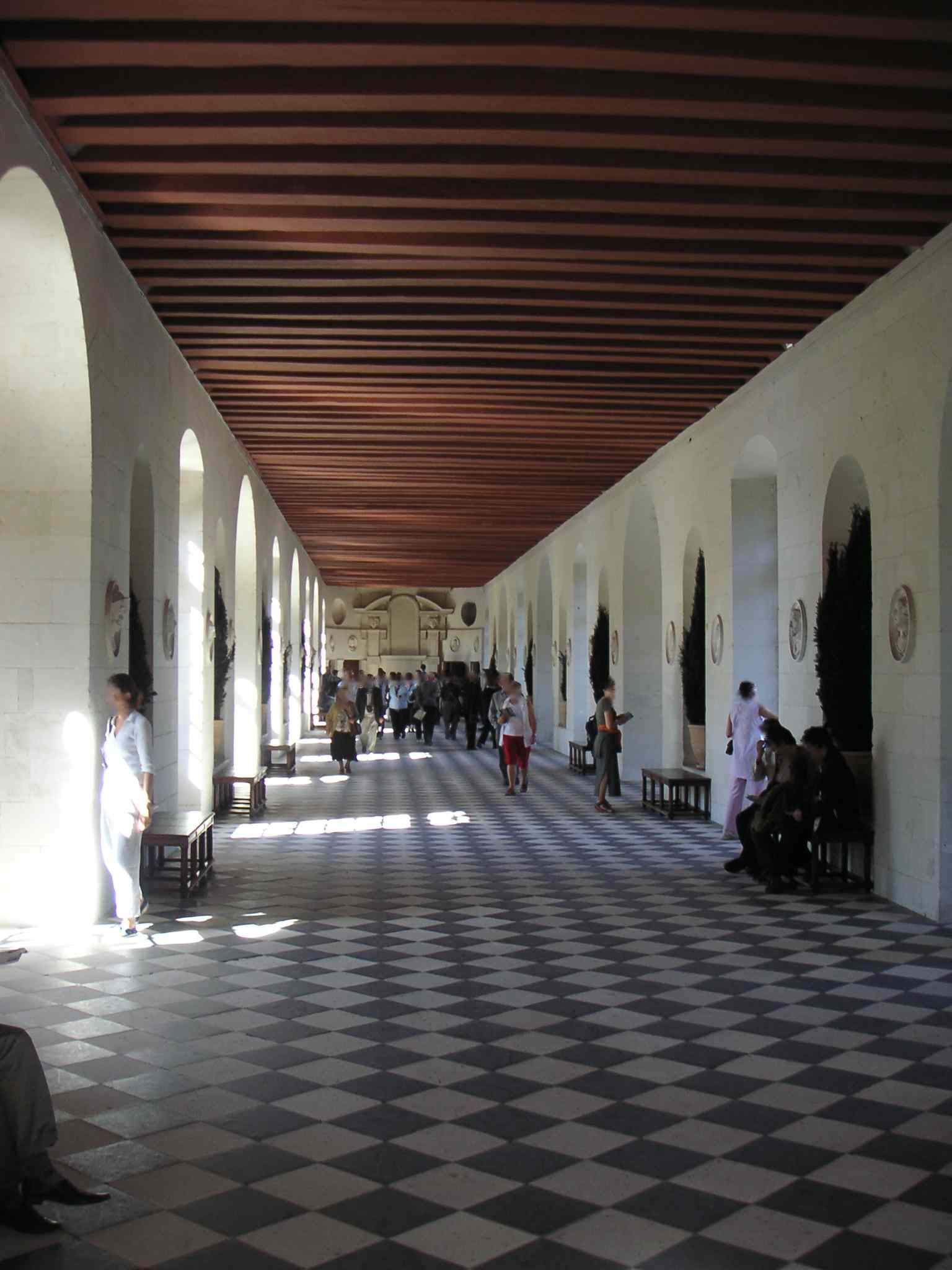
Galeria na parterze
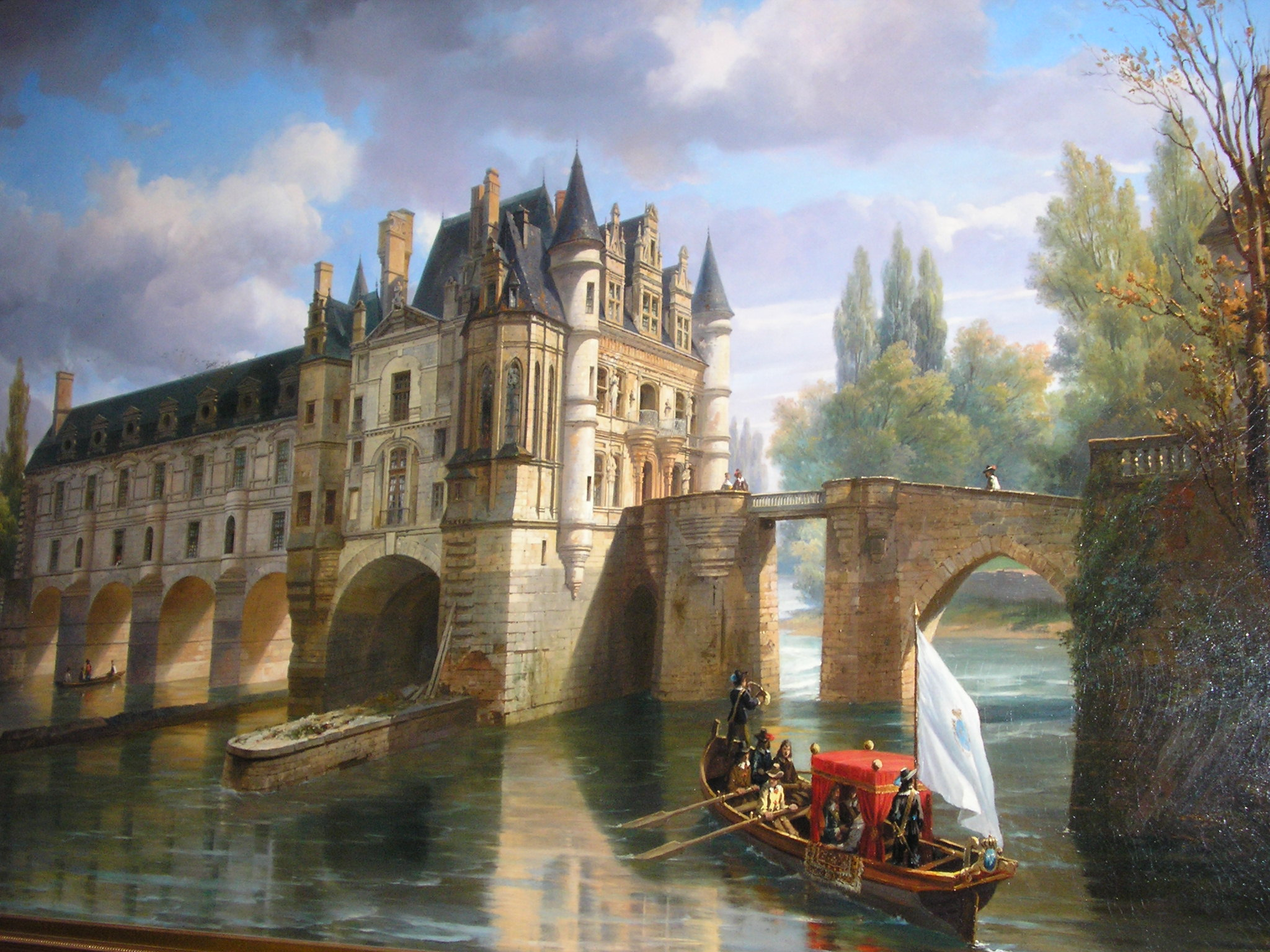
Obraz znajdujący się w zamku
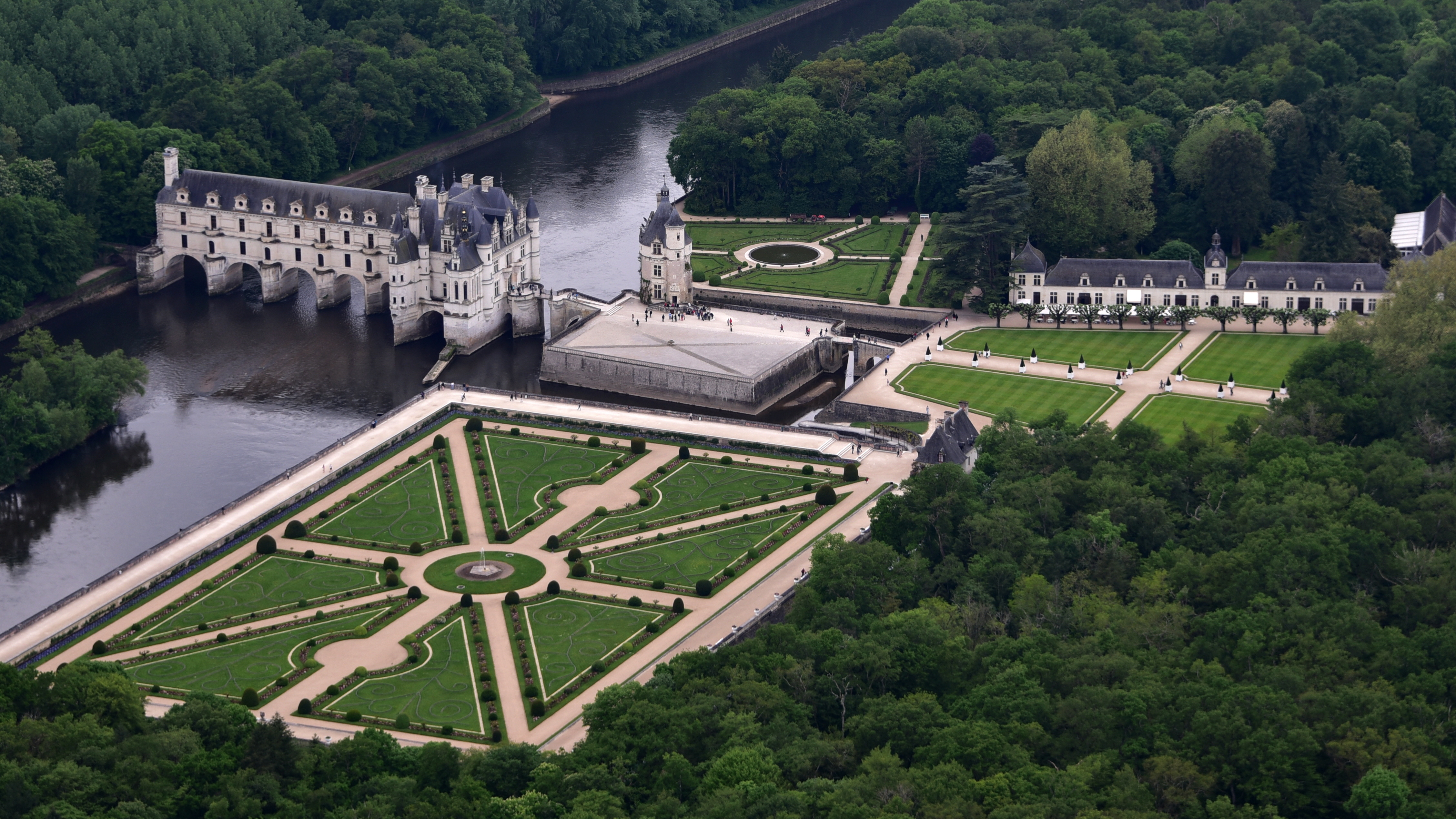
Widok z lotu ptaka na zespół pałacowy
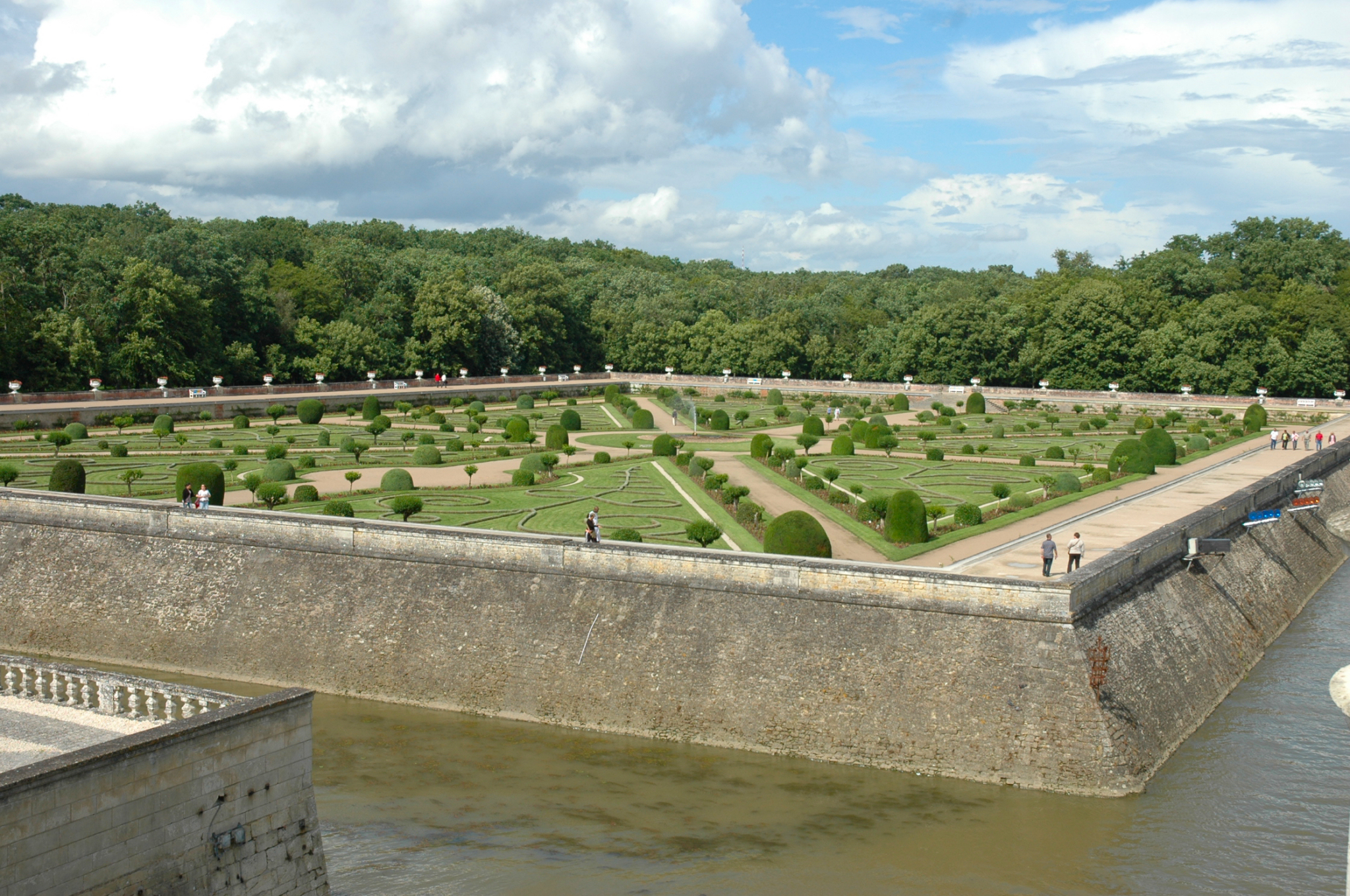
Ogród Diane de Poitiers